# Bleak House (boek)
Bleak House is de negende roman van de Engelse schrijver Charles Dickens. Het boek werd voor het eerst gepubliceerd in maandelijkse afleveringen in de periode maart 1852-september 1853 en in 1853 in één deel van 624 pagina's bij de uitgeverij Bradbury & Evans. De eerste editie was geïllustreerd door Phiz (het pseudoniem van Hablot Knight Browne).

## Edities
Van de maandelijkse afleveringen werden er in totaal bijna 700.000 verkocht tegen de prijs van 1 shilling per stuk. Tijdens Dickens' leven is het boek driemaal herdrukt: in 1858, 1868 en 1869.
Bleak House bleef steeds een van de populairste romans van Dickens en is sinds 1853 uitgegeven in tal van edities. Het boek is onder andere vertaald in het Chinees, Duits, Frans, Italiaans, Russisch, Spaans, Tsjechisch en Zweeds.
Een Nederlandse vertaling onder de titel 't Verlaten huis van de hand van C.M. Mensing verscheen al in 1853 bij W.H. van Heijningen in Utrecht. Twee jaar later werd de uitgave overgenomen door collega-uitgever Kruseman in Haarlem. Deze vertaling beleefde onder de titel Het verlaten huis een aantal herdrukken bij verschillende uitgevers. Een nieuwe vertaling door Karel Luberti onder de titel Het grauwe huis kwam uit in de Prisma-pocketreeks met de verzamelde werken van Dickens die Uitgeverij Het Spectrum in het begin van de jaren vijftig van de 20e eeuw op de markt bracht.
Het Kruidvat bracht tien delen uit deze reeks, waaronder Het grauwe huis, in 2004 opnieuw uit in een cassette onder de naam ‘Grootste Werken’. De cassette was alleen in de Kruidvat-winkels te krijgen.

## Achtergrond
De roman hekelt de trage procedures van het Court of Chancery. Dat was een speciaal gerechtshof voor Engeland en Wales, dat geschillen over het bezit van land, curatelekwesties, erfenissen en voogdij over kinderen behandelde. De Lord Chancellor gaf leiding aan het hof, dat bestond vanaf het midden van de 14e eeuw tot in 1875, toen het hof werd samengevoegd met een aantal andere hoven tot het High Court of Justice.
In Bleak House speelt de zaak ‘Jarndyce and Jarndyce’, een erfeniskwestie die door diverse belanghebbenden en hun advocaten wordt uitgevochten bij het Court of Chancery, een centrale rol. De zaak sleept al generaties lang:
Jarndyce and Jarndyce drones on. This scarecrow of a suit has, over the course of time, become so complicated, that no man alive knows what it means. The parties to it understand it least; but it has been observed that no two Chancery lawyers can talk about it for five minutes without coming to a total disagreement as to all the premises. Innumerable children have been born into the cause; innumerable young people have married into it; innumerable old people have died out of it.
(Jarndyce en Jarndyce blijft maar aanslepen. Deze rechtszaak als een vogelverschrikker is in de loop der tijden zo gecompliceerd geworden dat geen levend mens begrijpt waar ze voor staat. De procespartijen begrijpen er het minst van, maar men heeft opgemerkt dat twee Chancery-advocaten nog geen vijf minuten samen over de zaak kunnen praten zonder het totaal oneens te zijn over de uitgangspunten. Talloze kinderen zijn erin geboren, talloze jonge mensen zijn erin getrouwd, talloze ouderen zijn eruit overleden.)
In zijn voorwoord tot het boek geeft Dickens twee voorbeelden van uitzichtloze zaken die nog liepen op het moment dat hij Bleak House schreef. Eén loopt al bijna twintig jaar en heeft intussen £ 70.000 uit het betwiste bedrag opgesoupeerd. De andere heeft al het dubbele gekost.
Beide zaken zijn geïdentificeerd. De eerste betreft het testament van Charles Day. Deze zaak liep van 1836 tot in 1854. De tweede was de zaak ‘Jennens v(ersus). Jennens’, die liep van 1798 tot in 1915 (117 jaar dus) en pas eindigde toen al het vermogen waarover werd geprocedeerd was opgegaan aan proceskosten.
‘Jarndyce and Jarndyce’ eindigt net als ‘Jennens v. Jennens’ en is in het Engels spreekwoordelijk geworden voor een uitzichtsloze rechtszaak.

## Samenvatting

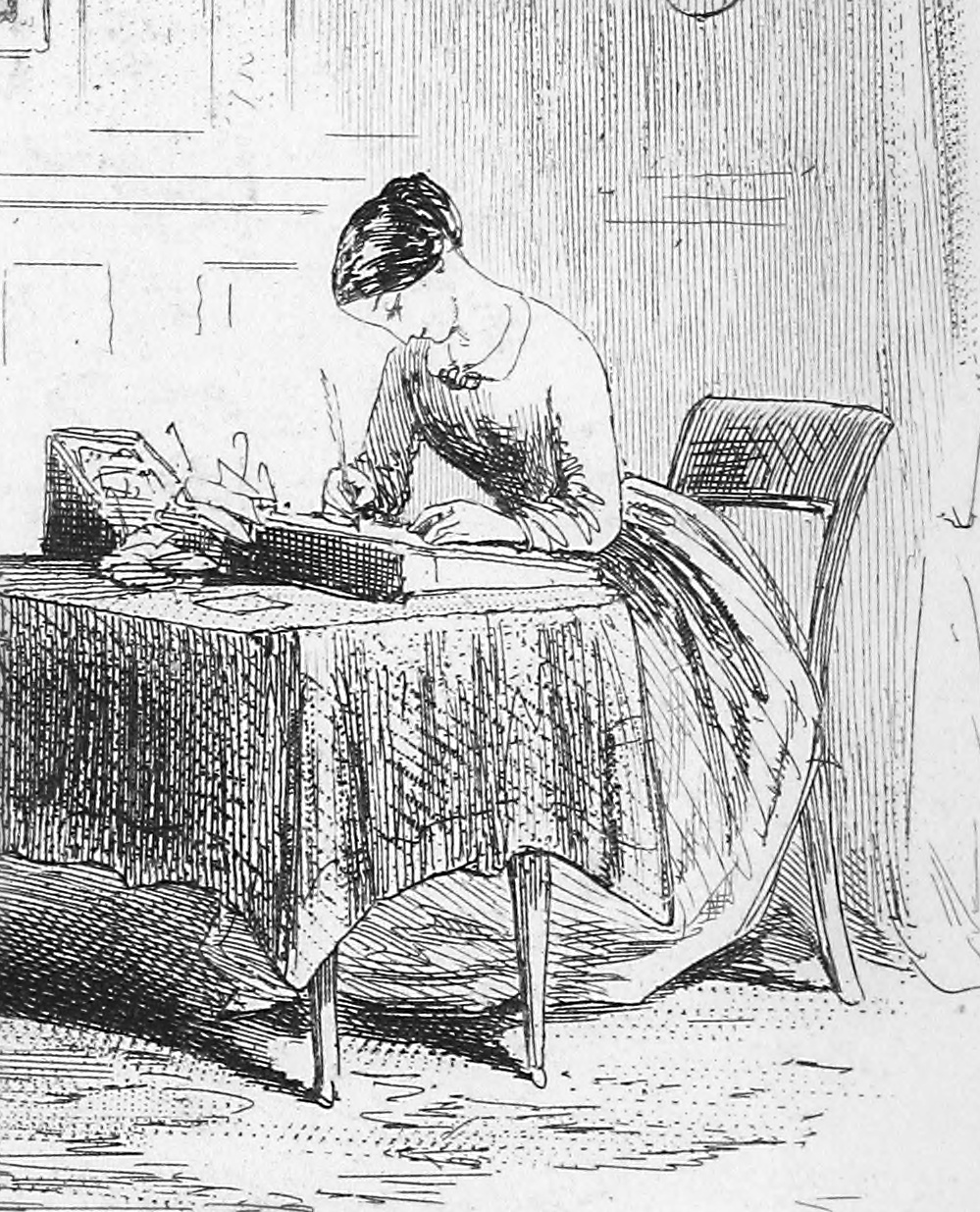
Esther Summerson, getekend door Phiz

Het verhaal wordt verteld door een anonieme verteller en Esther Summerson, de hoofdpersoon van de roman. Om de beurt nemen ze een paar hoofdstukken voor hun rekening. Esther schrijft in de verleden tijd, de verteller in de tegenwoordige tijd.
Esther wordt opgevoed door Miss Barbary, een strenge, diepreligieuze vrouw, die haar nooit heeft verteld wie haar ouders zijn. Pas als haar pleegmoeder overleden is (Esther is dan bijna veertien), hoort ze van de advocaat Kenge (van de firma Kenge and Carboy) dat Miss Barbary haar tante was. Kenge, die in opdracht handelt van John Jarndyce, een rijk man die zich haar lot heeft aangetrokken, brengt haar onder in Greenleaf, een kostschool, waar ze wordt opgeleid tot gouvernante.
Zes jaar later haalt John Jarndyce Esther naar zijn huis, Bleak House in Hertfordshire. Ze krijgt daar de functie van huismeester. Tegelijkertijd haalt hij ook een verre neef, Richard Carstone, en een verre nicht van hem, Ada Clare, naar Bleak House. Hij heeft de voogdij over hen gekregen, maar Ada en Esther ontmoeten hem nu voor het eerst en Richard voor de tweede keer. John, Ada en Richard zijn erfgenamen van een zekere Jarndyce, over wiens testament voor het Court of Chancery een lang slepende rechtszaak wordt gevoerd, de zaak ‘Jarndyce and Jarndyce’, maar John heeft besloten zich daar zo veel mogelijk buiten te houden.
Een andere erfgenaam is Lady Honoria Dedlock, de echtgenote van baronet Sir Leicester Dedlock, woonachtig in het landhuis Chesney Wold in Lincolnshire. Als Tulkinghorn, de familie-advocaat, haar een stapel papieren laat zien die betrekking hebben op ‘Jarndyce and Jarndyce’, merkt hij dat ze bijna flauwvalt als ze het handschrift van een van de stukken herkent. Tulkinghorn besluit op zoek te gaan naar de kopiist die het stuk heeft overgeschreven. De zoektocht brengt hem naar een morsig kamertje in Londen boven een uitdragerij die wordt gedreven door een zekere Krook. Als hij de kamer binnengaat, blijkt de huurder, die zich ‘Nemo’ (Latijn voor ‘niemand’) noemde, net overleden te zijn aan een overdosis opium. Niemand blijkt iets van de overledene te weten, zelfs zijn enige vriend Jo, een zwerfjongen die een karig loon verdient als straatveger, weet verder niets van hem. Nemo wordt begraven op een armenkerkhof in een sloppenbuurt van Londen.
Onafhankelijk van Tulkinghorn gaat nog iemand op zoek naar het verleden van Lady Dedlock: William Guppy, een klerk bij Kenge and Carboy. Hij heeft een portret van de Lady gezien en gemerkt dat ze wel heel erg lijkt op Esther Summerson. Hij heeft een speciale reden voor zijn nieuwsgierigheid: hij is verliefd op Esther. Hij heeft haar een aanzoek gedaan, dat ze heeft afgewezen, maar heeft de hoop op haar nog niet opgegeven.

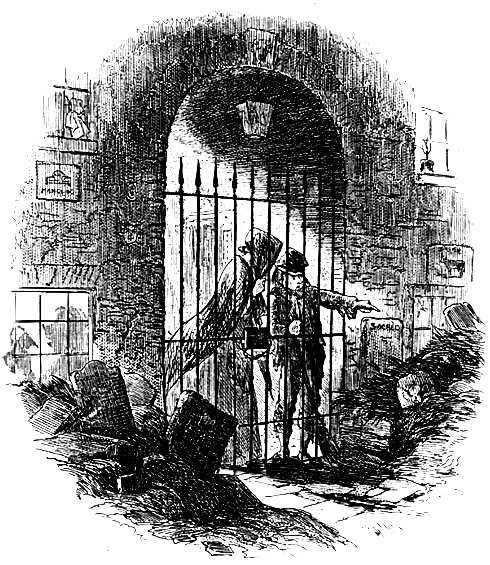
Jo en Lady Dedlock bij het graf van kapitein James Hawdon, getekend door Phiz

Lady Dedlock zoekt in kleren die ze heeft ‘geleend’ van haar meid, de Française Hortense, en een sluier voor haar gezicht Jo op om haar tegen beloning het graf van Nemo te laten zien. Tulkinghorn krijgt lucht van deze excursie en huurt een detective, Inspector Bucket, in om Jo te vinden. Hij confronteert Jo met de inmiddels ontslagen Hortense en die herkent haar, alleen haar stem is anders en ze heeft minder ringen aan haar vingers.
Ook Esther ontmoet Jo, die op dat moment ernstig ziek is, en laat hem een nacht slapen in het Londense huis van John Jarndyce. Het gevolg is dat eerst haar dienstmeisje Charley Neckett ziek wordt en door Esther moet worden verpleegd, en daarna Esther ziek wordt en door Charley moet worden verpleegd. Ze genezen allebei. De ziekte laat littekens achter op Esthers gezicht en was dus waarschijnlijk de pokken, hoewel Dickens de naam niet noemt. Jo overlijdt niet lang daarna en wordt begraven op hetzelfde kerkhof als Nemo.
Zowel Tulkinghorn als Guppy komt intussen geleidelijk achter het geheim van Lady Dedlock. Voor ze met Sir Leicester trouwde had ze een relatie met kapitein James Hawdon. Uit die relatie is een kind geboren. Lady Dedlock denkt dat het kind dood is, maar het is meegenomen door haar zuster, die alle contacten met haar verbrak en het kind opvoedde. Dat kind is Esther Summerson. Kapitein Hawdon nam later ontslag uit de dienst en hield zich in leven met het kopiëren van gerechtelijke documenten. Hij noemde zich toen Nemo. Dat haar kind leeft hoort Lady Dedlock van Guppy, die haar belooft de correspondentie tussen haar en Hawdon te leveren, die in het bezit is van Krook. Op de avond dat Krook de papieren zal leveren, komt hij echter om het leven door spontane menselijke zelfontbranding. Lady Dedlock zoekt haar dochter één keer op en vraagt haar verder te zwijgen uit angst dat Sir Leicester achter haar verleden komt. Esther op haar beurt vraagt Guppy niet verder in haar verleden te graven, iets dat hij aarzelend belooft.
Richard Carstone en Ada Clare zijn inmiddels verliefd op elkaar geworden en willen trouwen. Dat maakt het urgent dat Richard een betrekking zoekt, zodat hij haar kan onderhouden. Dat blijkt nog niet zo gemakkelijk. Richard gaat eerst in opleiding bij een arts, maar komt tot de conclusie dat het medische beroep hem niet ligt. Dan treedt hij in dienst bij Kenge and Carboy als advocaat in opleiding, maar ook voor de advocatuur kan hij weinig belangstelling opbrengen. Wel gaat hij zich intensief verdiepen in het dossier van ‘Jarndyce and Jarndyce’ ondanks de waarschuwing van John Jarndyce dat hij zich beter verre kan houden van de ‘vloek van de familie’. Ten slotte gaat hij in het leger, maar hij geeft zijn militaire carrière op om zich volledig te wijden aan ‘Jarndyce and Jarndyce’, met hulp van de advocaat Vholes, die hem voorhoudt dat hij een aardige kans maakt op de erfenis. Hij wordt een trouw bezoeker van het Court of Chancery op de dagen dat de zaak wordt behandeld, breekt met John Jarndyce, die in zijn ogen conflicterende belangen heeft in de zaak, en huurt een kamer boven het kantoor van Vholes. Korte tijd later trouwt hij in het geheim met Ada, die bij hem intrekt. Bij gebrek aan inkomsten steekt hij zich steeds dieper in de schulden.

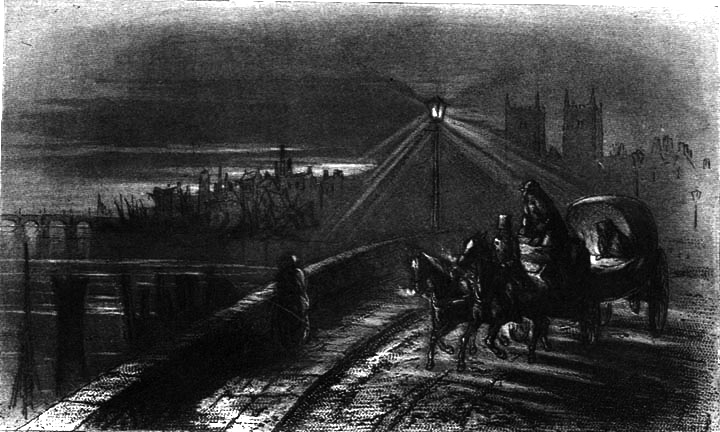
De zoektocht naar Lady Dedlock, getekend door Phiz

Tulkinghorn bezoekt Lady Dedlock in het Londense huis van Sir Leicester en kondigt aan dat hij haar geheim zal vertellen aan haar echtgenoot. Als hij daarna thuiskomt, wordt hij doodgeschoten. Sir Leicester schakelt Inspector Bucket in om de moordenaar te vinden. Prompt ontvangt Bucket een reeks anonieme brieven, die Lady Dedlock aanwijzen als de moordenaar. Ook Mrs. Rouncewell, de huishoudster van de familie Dedlock, ontvangt zo'n brief en laat die aan Lady Dedlock zien. Lady Dedlock verlaat het huis en keert niet meer terug.
Bucket heeft niet veel tijd nodig om de moordenaar te achterhalen. Het is Hortense, de ontslagen dienstmeid van Lady Dedlock, die kwaad was omdat Tulkinghorn haar niet aan een nieuwe betrekking wilde helpen en bovendien hoopte de schuld op haar vroegere meesteres te kunnen schuiven. De anonieme brieven kwamen ook van haar. Sir Leicester verneemt nu ook het verleden van zijn vrouw en is zo geschokt dat hij een hersenbloeding krijgt. Zodra hij weer kan communiceren door woorden op een lei te schrijven, maakt hij duidelijk dat hij haar vergeeft en graag wil dat Bucket haar terughaalt.
Bucket haalt Esther op en samen beginnen ze een zoektocht, eerst per koets naar het noorden en dan terug naar Londen, waar Allan Woodcourt, een dokter die goed bevriend is met Esther, zich bij hen voegt. Ze vinden Lady Dedlock bij het kerkhof waar kapitein James Hawdon en Jo zijn begraven, koud en dood.
Esther heeft beloofd met John Jarndyce te trouwen, maar deze ontslaat haar van haar belofte nadat hij heeft gemerkt dat Esther en Allan Woodcourt van elkaar zijn gaan houden. Hij koopt voor het paar een huis in Yorkshire, waar Woodcourt een artsenpraktijk kan beginnen en doopt het huis Bleak House. Guppy, onwetend van deze ontwikkelingen, doet Esther nogmaals een aanzoek, deze keer in gezelschap van zijn moeder, die een woedeaanval krijgt als hij nogmaals wordt afgewezen.
De zaak ‘Jarndyce and Jarndyce’ komt toch nog onverwacht tot een eind – en wel doordat al het geld waarom de zaak draaide is opgegaan aan proceskosten. Voor Richard, wiens gezondheid toch al leed onder het proces, is de schok zo groot dat hij kort daarop overlijdt. Zijn zoon wordt postuum geboren.

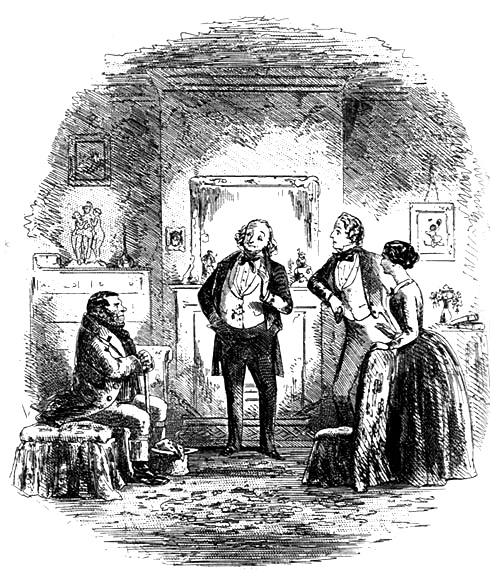
Harold Skimpole (midden) met een deurwaarder (links), Richard Carstone en Esther Summerson (rechts), getekend door Phiz. De scène, in hoofdstuk 6 van het boek, eindigt ermee dat Richard en Esther de schuld van Skimpole voldoen (en het geld uiteraard nooit meer terugzien)

Naast deze hoofdplot heeft de roman een aantal subplots, zoals het verhaal van Mrs. Rouncewell die haar verloren zoon George terugvindt, het moeizame huwelijk van Snagsby, handelaar in kantoorartikelen, met zijn vrouw die overal complotten ziet en zelfs denkt dat haar man de natuurlijke vader van Jo is, en de opbloeiende relatie tussen de dansmeester Prince Turveydrop en Esthers vriendin Caddy Jellyby.
Dickens zorgt bij dit doorgaans sombere verhaal voor het nodige tegenwicht door een paar komische karakters op te voeren, zoals de filantrope Mrs. Jellyby (de moeder van Caddy), die zich inzet voor de koffieteelt in het Afrikaanse Borrioboola-Gha, maar haar eigen gezin verwaarloost, de al even filantropische Mrs. Pardiggle, die vrome traktaten uitdeelt aan arme mensen die niet kunnen lezen, en de pompeuze dominee Chadband. Het meest excentrieke karakter is Harold Skimpole, die naar eigen zeggen geen idee heeft van de waarde van geld en daarom schaamteloos teert op de zak van anderen, vooral John Jarndyce, maar ook Richard Carstone, die het geld eigenlijk niet kan missen.

## Literaire reputatie
Bleak House is een van de meest geliefde romans onder lezers van Charles Dickens. In 2012 vroeg Kevin Hartnett zes hoogleraren in de Engelse taal naar hun favoriete Dickensroman. Twee van hen noemden Bleak House. Bij een enquête naar de favoriete Dickensroman van de lezers van The Guardian in 2011 kwam Bleak House op de tweede plaats, na Great Expectations, met David Copperfield als derde. Ook R.C. Churchill zet, in zijn essay over Dickens in The Pelican Guide to English Literature, Bleak House op de tweede plaats. Eerste is voor hem Martin Chuzzlewit, derde Little Dorrit.
Een aantal critici, onder wie Gilbert Keith Chesterton, vinden dat Bleak House misschien niet Dickens' beste boek, maar wel zijn beste roman is. Chesterton betoogt dat alle voorgaande romans veel elementen gemeen hebben met de schelmenroman. De hoofdpersoon is onderweg en de plot van het boek bestaat uit dat wat hem onderweg overkomt. In Bleak House spelen de gebeurtenissen zich af op en rond drie plaatsen: Bleak House, Chesney Wold en het Court of Chancery. De karakters zijn niet zomaar voorbijgangers, ze hebben een plaats in het verhaal. Bovendien laat Bleak House zien dat Dickens, in tegenstelling tot wat veel critici beweren, wel degelijk een verandering in karakter kon beschrijven, zoals in Richard Carstone. Ook George Gissing vond de plot van Bleak House het beste dat Dickens ooit bedacht heeft, een puzzel waarvan de stukjes keurig aan elkaar passen. Dat neemt niet weg dat veel gebeurtenissen in het boek uiterst onwaarschijnlijk zijn (herkent Lady Dedlock na twintig jaar nog steeds het handschrift van haar minnaar bijvoorbeeld?), maar dankzij Dickens' sublieme schrijfstijl stoort het de lezer niet. Dickens' biograaf John Forster vond ook dat de plot waarschijnlijk de beste is die Dickens ooit bedacht heeft, maar vond het boek toch in bijna alle opzichten inferieur aan David Copperfield.
Bezwaren tegen het boek betreffen meestal de figuur van Esther Summerson. Zo vond Charlotte Brontë na lezing van de eerste aflevering haar bijdrage aan het verhaal ‘weak and twaddling’ (‘zwak en beuzelachtig’) John Forster schreef in zijn biografie van Dickens:
To represent a storyteller as giving the most surprising vividness to manners, motives, and characters of which we are to believe her, all the time, as artlessly unconscious, as she is also entirely ignorant of the good qualities in herself she is naïvely revealing in the story, was a difficult enterprise, full of hazard in any case, not worth success, and certainly not successful.
(Een verteller van het verhaal voor te stellen als iemand die de manieren, motieven en karakters op een verrassend levendige manier schetst, terwijl we tegelijk moeten geloven dat ze er voortdurend onbevangen tegenover staat, net zoals ze zich niet bewust is van de positieve kwaliteiten die ze zo naïef laat blijken in haar verhaal, was een moeizame onderneming, in elk geval vol risico's, geen succes waard, en zeker niet succesvol.)
Wat deze critici irriteert is Esthers (soms als vals ervaren) bescheidenheid, passiviteit en gebrek aan geldingsdrang. Ze treedt zelden handelend op en laat anderen het initiatief. Graham Storey, die de brieven van Dickens uitgaf, vond het moeilijk om geen hekel te hebben aan ‘haar sentimentaliteit, haar passiviteit, haar zelfverloochening, haar voorspelbaarheid’. Angus Wilson wees erop dat ze alles wat mensen in haar voordeel zeggen wel erg trouwhartig rapporteert. Toch heeft ze haar momenten van assertiviteit, bijvoorbeeld als ze Guppy's aanzoek afwijst. Op het eind van het boek probeert ze Harold Skimpole zo ver te krijgen dat hij Richard Carstone met rust laat, en daarbij laat ze doorschemeren hoe ze over hem denkt. Veel karaktereigenschappen van Esther zijn echter terug te voeren op het ideaalbeeld van de vrouw in het Victoriaanse tijdperk. Van een vrouw werd niet verwacht dat ze handelend optrad en zich assertief opstelde. Daniel K. Barker vindt dat Esther als verteller van haar verhaal onmisbaar is naast de anonieme en alwetende verteller die de rest van het verhaal voor zijn rekening neemt. Haar onbevangenheid vormt een contrast met het cynisme van de andere verteller, dat Dickens zeer bewust heeft aangebracht. Esther leert in de loop van het boek langzaam de waarheid kennen, die de andere verteller allang kent, maar alleen mondjesmaat prijsgeeft aan de lezer. Net als Esther krijgt de lezer steeds kleine stukjes informatie tot de legpuzzel compleet is. Soms weet de lezer iets eerder dan Esther. Hij weet al vanaf hoofdstuk 29 dat Lady Dedlock de moeder van Esther is, Esther hoort het pas in hoofdstuk 36.
Crawford Kilian betoogt dat veel karaktereigenschappen van Esther die weerstand oproepen, zoals haar passiviteit en haar behoefte om aardig te worden gevonden, voortvloeien uit haar liefdeloze en geïsoleerde opvoeding door Miss Barbary. Wie daarmee rekening houdt, ziet dat Dickens een geslaagd portret van haar schetst.
In het Nederlandse taalgebied was Frans Coenen een van de weinigen die over Bleak House hebben geschreven. Ook hij vond: ‘... in de compositie, kort gezegd, heeft Dickens nooit iets zoo magistraals gegeven, als dezen roman.’ Hij bewonderde vooral Sir Leicester Dedlock en Richard Carstone, twee karakters die een duidelijke ontwikkeling doormaken.

## Film, radio en televisie
In het tijdvak van de stomme film werd Bleak House verfilmd in 1920.
In 1998 zond de BBC een hoorspel uit dat gebaseerd was op Bleak House. Michael Kitchen nam de rol van John Jarndyce voor zijn rekening.
De BBC heeft drie keer een televisieproductie gemaakt op basis van Bleak House: in 1959, 1985 en 2005.